# 無齒鰺
，又稱黃金鰺，俗称虎斑瓜，商品名为领航灯，为鲹科的一种海水鱼，广泛分布于印度洋与太平洋的热带水域。黄鹂无齿鲹身形侧扁、呈椭圆形，口中无牙齿；幼年黄鹂无齿鲹体色为亮金色与黑色相间，而随年龄增长则会逐渐变为银灰色；该鱼主要以各种底栖生物为食，通过延伸吻部将猎物吸入口中。成年黄鹂无齿鲹一般不会形成大的鱼群，但幼鱼会成大群跟随在石斑鱼、鲨鱼等大型掠食者旁边以躲避天敌。其一般在上弦月或下弦月晚间进行繁殖，具体季节则因海域而定。该鱼在1.5—2岁时性成熟，寿命约为13岁。黄鹂无齿鲹可食用，其肉质上佳，目前已可人工养殖，亦是一种受欢迎的游钓鱼。目前，黄鹂无齿鲹全球种群无衰退迹象，IUCN将其评为无危物种。

## 物种命名与分类
黄鹂无齿鲹的正模标本由瑞典博物学家彼得·福斯科尔采集。他在随探险队考察阿拉伯半岛时，在今沙特阿拉伯吉达外海采得了该标本。福斯科尔虽在此次探险途中死于疟疾，但他搜集的标本在经由同僚卡森·涅布尔整理后得以于1775年于《动物描述》一书中正式发表。此书中，黄鹂无齿鲹被划为鲭属（Scomber）的物种，并有两个种加词，分别为“rim”和“speciosus”。然而，在下一页中作者强调该鱼的正名为“Scomber speciosus”，而“rim”则是当地语言中该鱼的俗名，仅是记录下来以供参考。目前，学界多认为Scomber rim是黄鹂无齿鲹的次异名。黄鹂无齿鲹后续又被移动至鲹属，最终荷兰博物学家彼得·布莱克尔将其移动至单型的无齿鲹属，该分类维持至今。其属名“Gnathanodon ”为拉丁语，指的是该鱼下颚上没有任何牙齿，而种加词“sepciosus”意思是“美丽的”，很有可能源自于幼年个体亮金色与黑色相间的体色。
对鲹科的线粒体DNA测序结果显示，黄鹂无齿鲹与大甲鲹及鲹属鱼类关系密切，互为姐妹群。该鱼约在2700万年前分化为独立物种。

## 外貌描述
同大多数鲹类一样，黄鹂无齿鲹身体椭圆而侧扁，背鳍明显比腹鳍凸出，尤其是第一片背鳍。该鱼背鳍分为两片，前一片有7根棘刺，而后一片有1根棘刺与18—20根鳍条。黄鹂无齿鲹臀鳍前侧有2根独立的棘刺，后侧则有1根棘刺和15—17根鳍条，而其腹鳍则有1根棘刺和19—20根鳍条。其后侧的臀鳍与背鳍明显较低，呈镰刀型。其胸鳍细长而尖锐，亦呈镰刀型。黄鹂无齿鲹侧线前半段笔直，后半段则向上弯曲呈拱形，两段长度大致相等。其中，前半段有15—27片鳞片与18—25片盾鳞，而后半段有62—73片鳞片。黄鹂无齿鲹共有鳃耙27—30根，脊椎24节。除去黑色尾柄上的尾鳍外，黄鹂无齿鲹所有鳍为黄色。幼鱼身体为金色，其上有7—11条粗细交替的黑色斑纹。随年龄增长，这些斑纹会逐渐褪去，体色也会变为银灰色，且会长出黑色斑点。本鱼口内无任何牙齿，而体长超过90厘米的大型个体也无犁骨或舌。国际钓鱼运动协会记录黄鹂无齿鲹最重可长到17公斤、最长则可长到103厘米，而鱼类学家约翰·兰道尔则认为黄鹂无齿鲹可长到体长120厘米。然而一般而言，大部分个体的体长不会超过75厘米。
- 黄鹂无齿鲹的幼鱼，其身体为亮金色，有多条粗细交替的黑斑
- 一群亚成年的黄鹂无齿鲹；其亮金色的体色已褪去，但仍有明显的黑斑

## 物种分布
黄鹂无齿鲹广泛分布于全球热带水域。该鱼在印度洋-太平洋海域的分布范围西起非洲沿岸和红海、南至澳洲东海岸以及新西兰、北至中国大陆与日本，向东则延伸至夏威夷群岛，此外其在北到加利福尼亚湾、南抵哥伦比亚的美洲水域亦有分布。该鱼亦分布于印度洋诸岛礁如塞舌尔、马尔代夫和马达加斯加周围。

## 生态与习性

### 栖息地
黄鹂无齿鲹主要栖息于近岸浅水区，一般离海床不远，水深不超过80米。该鱼通常栖息于岩礁、珊瑚礁等海床坚硬的水域，也会出没于开阔的沙质海床上方。该鱼在礁石区域与沙质海床上方的种群密度无明显差异。其不常出没于水流湍急的河口湾或洋流强烈的水域，但曾有人在加利福尼亚湾沿岸的红树沼泽捕得疑似在此觅食的黄鹂无齿鲹。

### 习性

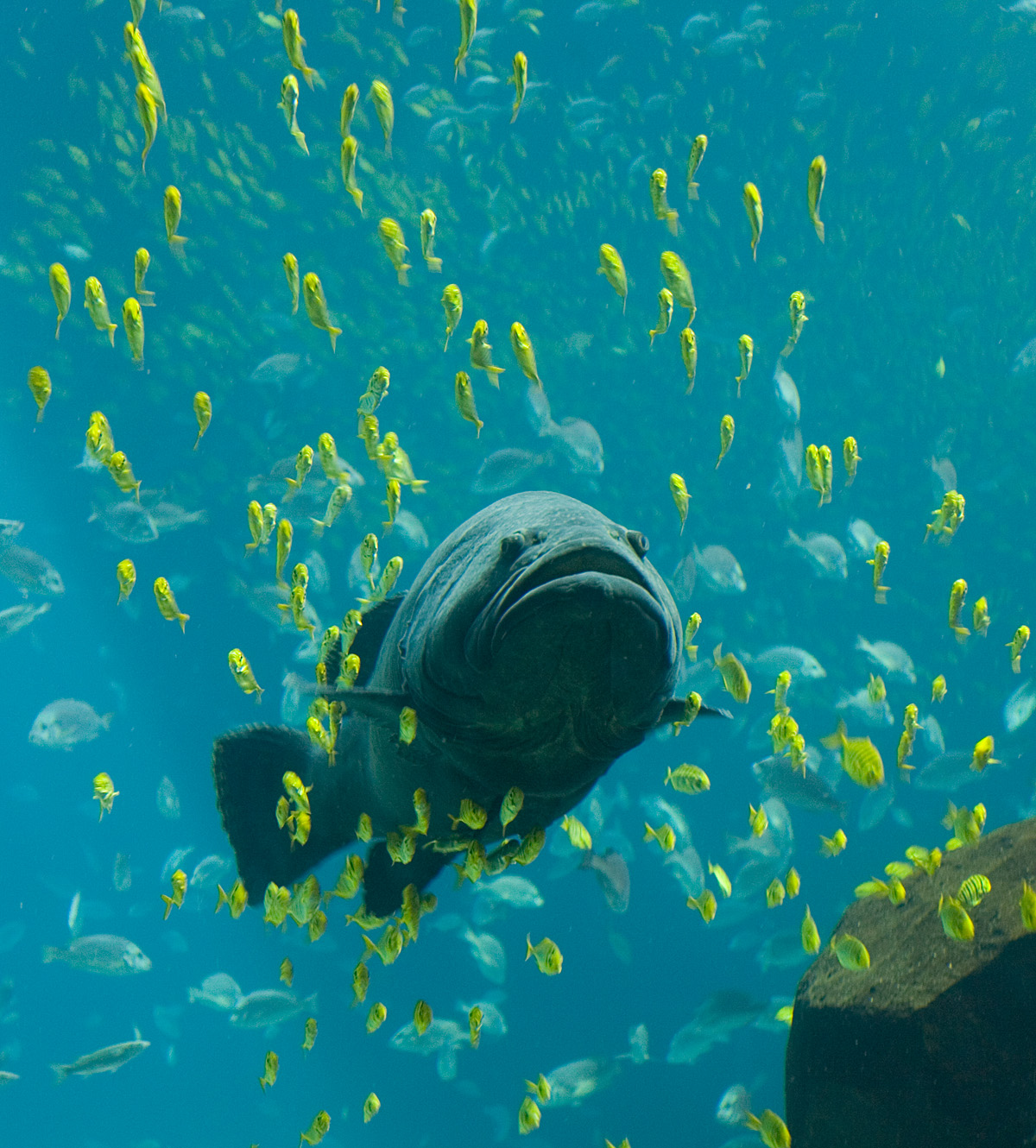
幼年黄鹂无齿鲹常成群跟随大型鱼类，例如图中的这条鞍带石斑鱼

成年黄鹂无齿鲹一般单独或成小群活动，而幼鱼则会形成规模较大的鱼群，往往会跟随鲨鱼、石斑鱼等大型掠食性鱼类，或是在大型水母的身旁伴游。此鱼相当敏捷，故一般不会被跟随的掠食者捕食，而这些大型鱼类更可使其的潜在天敌不敢接近。本鱼有时亦会在潜水员身边伴游，曾有一名潜水员称有一条幼年黄鹂无齿鲹在其面前静止不动。

### 食性

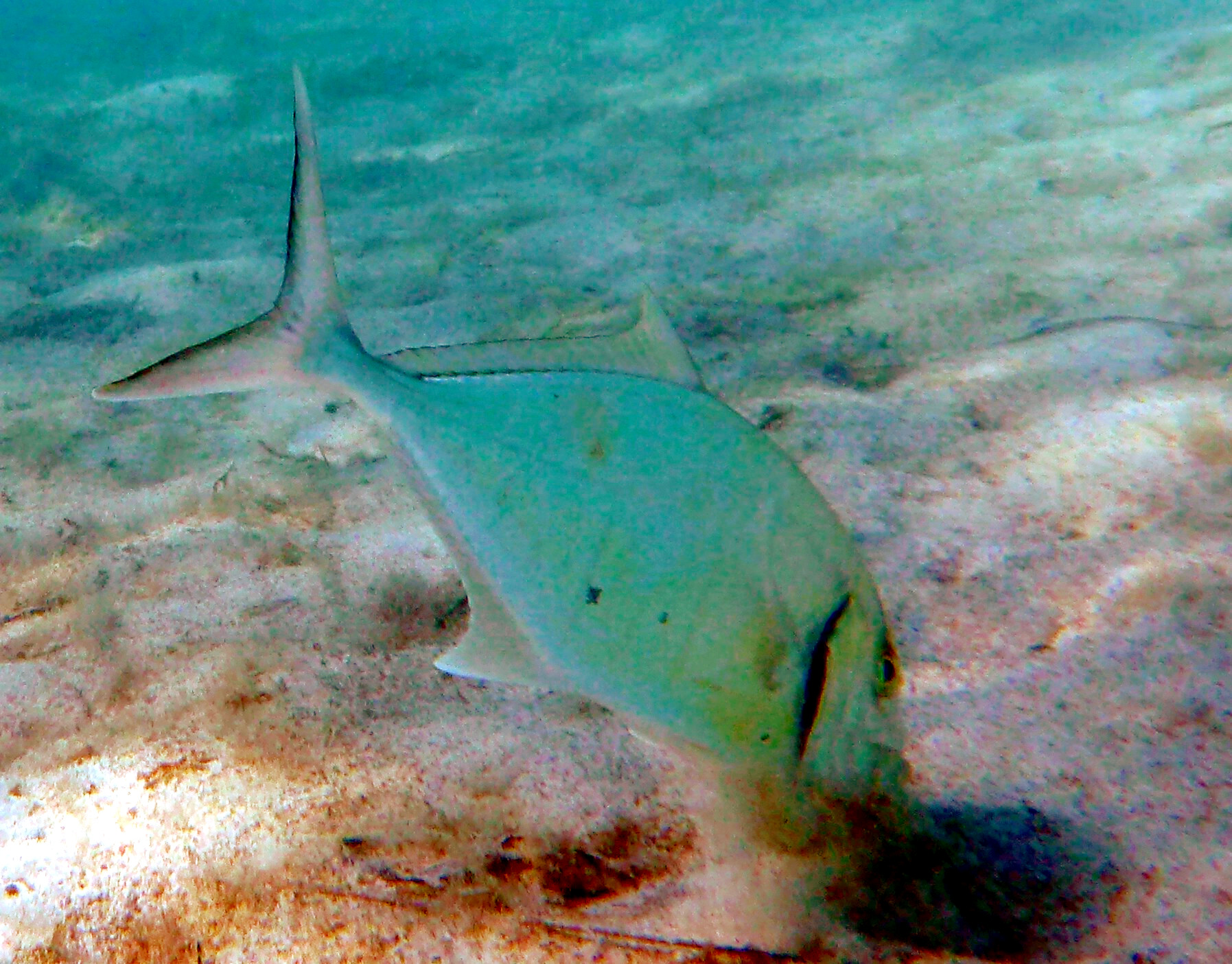
正在海床上觅食的黄鹂无齿鲹，其鳃下方可见滤出的泥沙

黄鹂无齿鲹为昼行肉食动物。同大多数鲹科鱼类不同，该鱼一般不追逐快速游动的猎物，而主要以底栖小动物为食。该鱼的嘴可大幅延长以在礁石区将猎物吸入口中。在沙质海床上觅食时，其则会直接将猎物连同沙子一起吸入口中并使用鳃耙进行过滤，其会吞下猎物，而将沙子排出。该鱼的猎物包括虾、蟹等甲壳类、软体动物、腕足动物，以及小型的真骨鱼类。然而，在红树林沼泽发现的个体消化道中仅含有库里鲻，因此黄鹂无齿鲹亦有捕食快速游动猎物的能力。对实验室环境下的幼年黄鹂无齿鲹观察发现，该鱼会成对进行觅食，其中一条搜索食物，而另一条则在一旁攻击接近的其他同种个体。

### 生命周期
各海域的黄鹂无齿鲹繁殖时间不尽相同。分布于波斯湾的种群每年仅在3—5月繁殖，而夏威夷水域种群繁殖期则更为漫长，为每年2月底至10月初，其中以4月底至9月初为繁殖高峰。黄鹂无齿鲹通过将大量卵子与精子撒入海水中的方式进行繁殖，这些行为多发生于每月上弦月或下弦月傍晚至晚间。该鱼的鱼苗约在卵子受精18小时后孵化，而其卵黄约在孵化3日后耗尽。幼年个体可通过在鲸鲨身侧伴游以进行远距离扩散。本鱼通常在1.5—2岁时达到性成熟，彼时体长约37厘米，而最大寿命约为13岁。

### 天敌与寄生虫
黄鹂无齿鲹是印太瓶鼻海豚的主要猎物之一。此外，其还有多种已知的寄生虫，包括鱼虱、复殖亚纲吸虫、黏孢子虫、单齿线虫与单殖纲动物。

## 經濟利用

### 食用与观赏价值

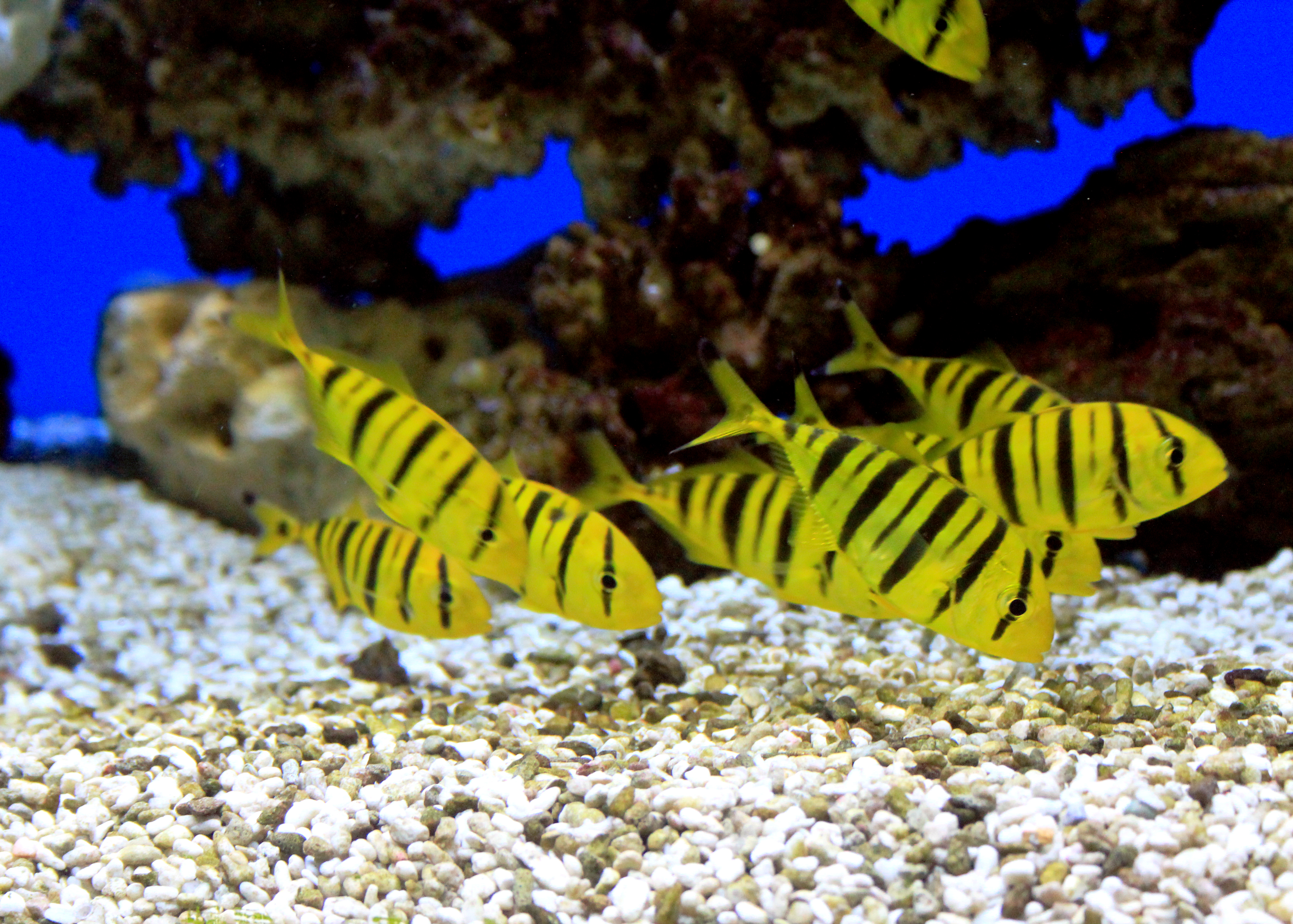
布拉格海洋世界所饲养的幼年黄鹂无齿鲹；由于其幼鱼体色靓丽，可作为观赏鱼饲养

黄鹂无齿鲹在其分布范围内多地均是重要的食用鱼。今阿联酋道尔玛岛的新石器时代遗迹中出土过风干的黄鹂无齿鲹，而密克罗尼西亚群岛的岛民至今仍会在本物种游入潟湖繁殖时使用鱼叉或渔网捕捉此鱼。商业捕捞则主要用鱼叉或流刺网。目前此鱼的人工饲养技术已相当成熟，在东南亚多国已有水产养殖，且可在人工环境下繁殖。黄鹂无齿鲹的肉质在鲹科中属上品，其生鱼肉为半透明的暗粉色，烹饪后则会变的白而多汁。其鱼肉弹性十足、风味浓郁，但容易因煮过头而变得干燥无味。除去作为食用鱼外，幼年黄鹂无齿鲹因体色鲜艳，可作为观赏鱼。由于该鱼好游动、幼鱼喜好群居且生长速度极快，因此饲养难度高，需要较大的水族箱。

### 作为游钓鱼
黄鹂无齿鲹是一种颇受欢迎的游钓鱼。该鱼可用多种鱼饵钓起，且矶钓与船钓都可钓得此鱼。垂钓时一般使用虾或小鱼作为鱼饵，或是使用桨饵、铁板、亮片、鱼形饵等路亚。由于其会被打窝的气味吸引至水面附近，垂钓时一般不必使用铅坠。然而，若在浅水区垂钓本鱼，使用铅坠与下沉式鱼线则可避免目标受惊。在咬钩后，该鱼会剧烈挣扎并快速游动，在周围有礁石或类似结构的情况下尤甚。

## 种群保育
虽然在部分水域，黄鹂无齿鲹的种群可能因未成年个体遭到大量捕捞而产生严重衰退，但目前其全球种群整体状况良好，无明显衰退之迹象，IUCN因此将其评为无危。